# Sportgastein

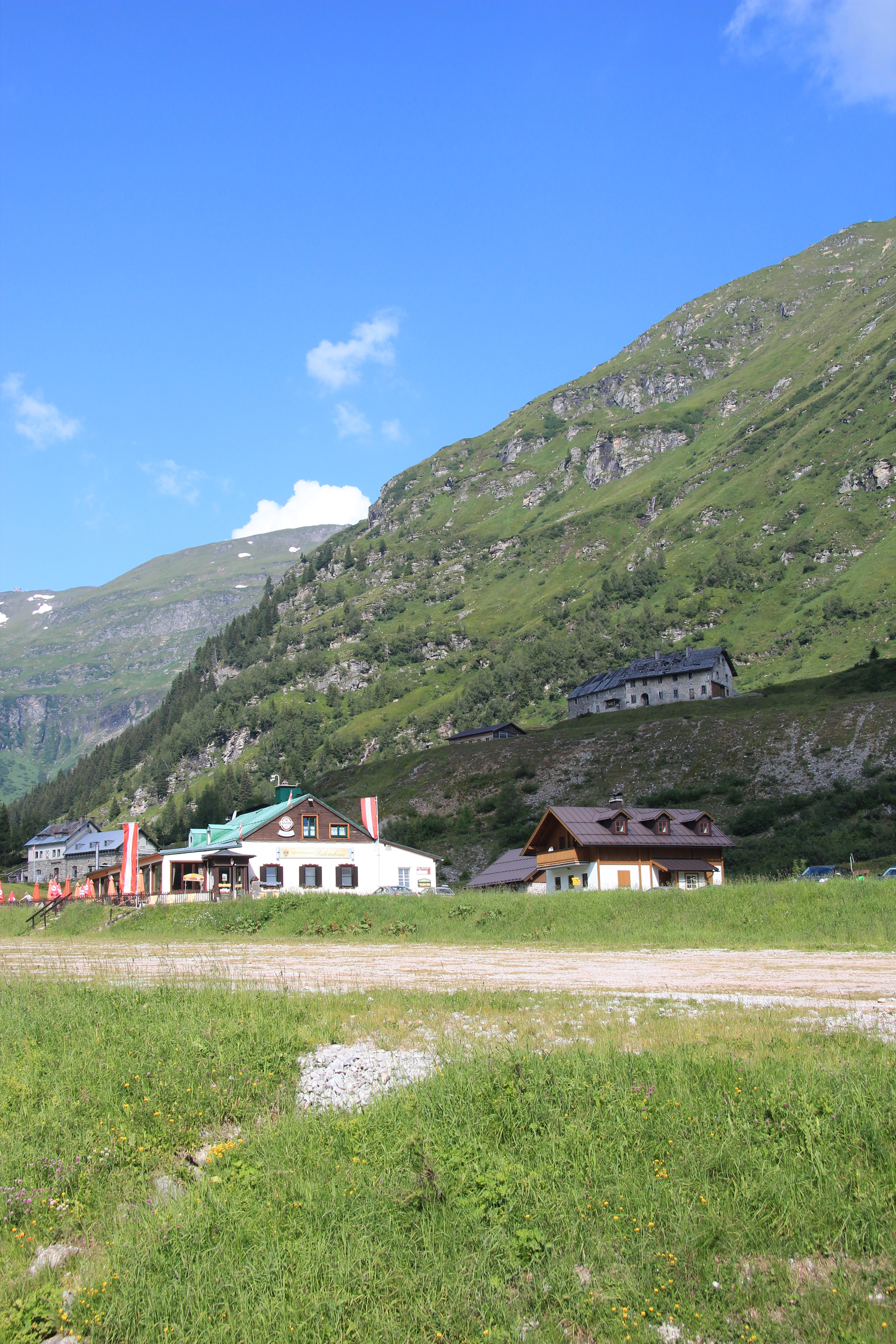
Sportgastein, im Vordergrund das Valeriehaus

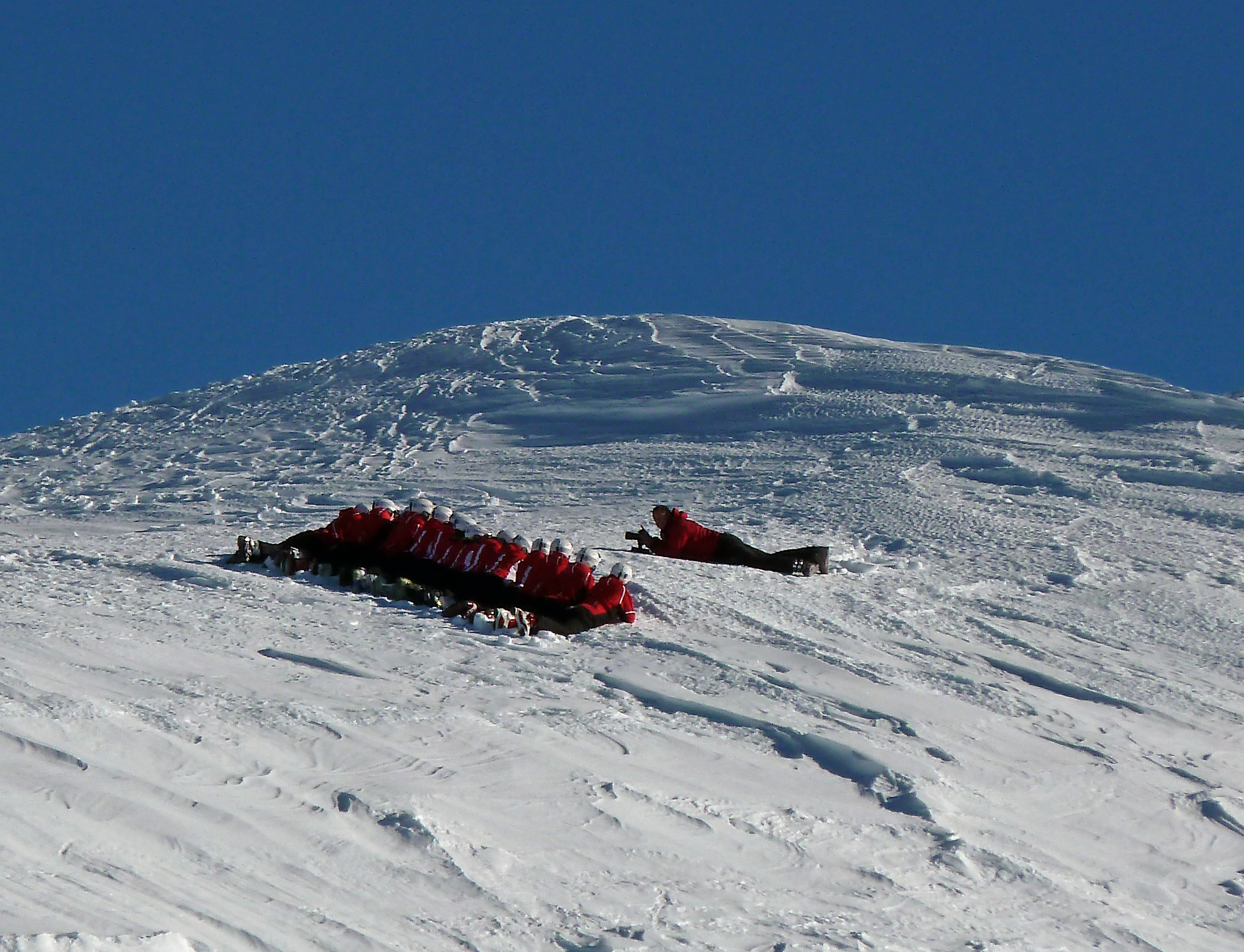
Der Kreuzkogel im Winter

Sportgastein (früher Naßfeld) ist ein Dorf der Gemeinde Bad Gastein in Österreich, und das höchstgelegene Skigebiet im Naßfelder Tal mit einer Höhenlage von 1584 bis 2650 m ü. A.

## Skigebiet
Das Skigebiet ist auch das höchstgelegene im Bundesland Salzburg, das nicht auf einem Gletscher liegt. Es gehört zur Skiregion Gasteinertal des Skiverbund Ski amadé.
Das Skigebiet erstreckt sich auf den Kreuzkogel (2.685 m) und verfügt über 24 Pistenkilometer, vorwiegend der Klasse mittel bis schwer, erschlossen durch die Goldbergbahn (8er-Kabinenbahn in zwei Sektionen) und einen Schlepplift (Kreuzkogellift).
Geführt werden die Anlagen von der Gasteiner Bergbahnen AG, die auch das Skizentrum Angertal betreibt.
Durch die Höhenlage ist Sportgastein von Ende November bis Ende April/Anfang Mai schneesicher und ist für Varianten-Skiläufer interessant (Randzone des Nationalpark Hohe Tauern).

## Verkehr
Erreichbar ist Sportgastein über die Gasteiner Alpenstraße, die von 1970 bis 1972 errichtet wurde. Diese Straße ist mautpflichtig und wird auch von der Buslinie 550 befahren. Mit gültigem Skipass im Rahmen der Ausübung des Skisportes ist keine Maut zu bezahlen.